# Јоргос Анинос
Јоргос Анинос грч. Γεώργιος Άννινος је био грчки пливач, који је учествовао на Олимпијским играма 1896.
Аннинос се такмичио у пливачкој дисциплини 100 метара слободно. Његово време и пласман су непознати. У овој дисциплини позната су само прва двојица Мађар Алфред Хајош и другоопласирани Аустријанац Ото Хершман, а сви остали су били у групи која се пласирала од трећег до десетог места.